# Omar Bravo Tordecillas

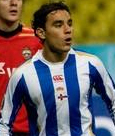
Omar Bravo

Omar Bravo Tordecillas (nascut el 4 de març del 1980 a Los Mochis, Sinaloa) és un ex futbolista mexicà.
Ha jugat a clubs com Chivas, Deportivo La Coruña, Sporting Kansas City, Cruz Azul o FC Atlas.